# Yaya Jallow
Alhaji Yaya Jallow oder in der Schreibweise Yahya Jallow (* 20. Jahrhundert; † 23. Februar 2020 in Dakar, Senegal) war ein gambischer Politiker und Diplomat.

## Leben
Jallow war von 1996 stellvertretender Generalsekretär und stellvertretender Parteivorsitzender der United Democratic Party (UDP). Er wurde 2000 von der regierenden Partei Alliance for Patriotic Reorientation and Construction (APRC) unter Yahya Jammeh der Ermordung von Anhängern der Regierungspartei verdächtigt. Jallow und vier andere führende Oppositionspolitiker wie Ousainou Darboe wurden verhaftet und sie mussten sich vor Gericht verantworten. Das Gericht vertagte sich mehrmals und verwies den Fall an die niedrigere Instanz zurück. Schließlich wurden sie nicht verurteilt. 2011 verließ er die Partei.
In der Regierung Adama Barrow wurde er als stellvertretender Exekutivsekretär im Ständigen Sekretariat von Senegal-Gambia eingesetzt.
Er war im Februar 2020 Mitglied einer Gruppe, die versuchte, in einer offiziellen Mission in Dakar bei einer festgefahrenen Situation im grenzüberschreitenden Verkehrsstreit zwischen der gambischen und der senegalesischen Gewerkschaft zu vermitteln. Er starb an einem Herzinfarkt in der Nacht des 23. Februar in Dakar.